# کوسه ماکوی باله‌کوتاه
کوسه ماکوی باله‌کوتاه (نام علمی: Isurus oxyrinchus) که با نام کوسه پوزه‌آبی و کوسه بونیتو هم شناخته می‌شود نام یک گونه از خانواده سفیدکوسگان است. ماکو واژه‌ای به زبان مائوری است که همزمان دو معنا دارد، کوسه و دندان کوسه. این نام‌گذاری به این علت است که ظاهر عجیب این جانوران دارای آرواره و دندان‌هایی در خارج از فک می‌باشد که که فرم بدنی خاصی را برای جانور ایجاد کرده و همین هم سبب می‌شود که این جاندار در میان تمام گونه‌های کوسه دارای سریع‌ترین سرعت شنا باشد. طبق طبقه‌بندی کنونی اتحادیه بین‌المللی حفاظت از طبیعت کوسه ماکو به عنوان گونه آسیب‌پذیر شناخته می‌شود.